# Deh Now-e Shūr
Deh Now-e Shūr (persiska: ده نو شور) är en ort i Iran.   Den ligger i provinsen Khorasan, i den nordöstra delen av landet, 700 km öster om huvudstaden Teheran. Deh Now-e Shūr ligger 1 128 meter över havet och antalet invånare är 127.
Terrängen runt Deh Now-e Shūr är platt. Runt Deh Now-e Shūr är det ganska glesbefolkat, med 25 invånare per kvadratkilometer. Närmaste större samhälle är Nīshābūr, 20,0 km norr om Deh Now-e Shūr. Trakten runt Deh Now-e Shūr består i huvudsak av gräsmarker.